# Androsace ciliata
Androsace ciliata là một loài thực vật có hoa trong họ Anh thảo. Loài này được DC. mô tả khoa học đầu tiên năm 1805.